# حوش السيد علي (الهرمل)
حوش السيد علي هي إحدى القرى اللبنانية من قرى قضاء الهرمل في محافظة بعلبك الهرمل، وتُعد من الأراضي التي تتشاركها لبنان مع سوريا. تقع هذه القرية عند الحدود اللبنانية السورية الشرقية الملاصقة لقرى وبلدات منطقة القصير، الممتدة على مساحات شاسعة من محافظة حمص السورية.

## روابط خارجية
- سعدى علوه (30 أغسطس 2021). "حوش السيّد علي اللبنانية: "الله يفرجها ع سوريا لننفرج"". المفكرة القانونية. مؤرشف من الأصل في 2025-03-17. اطلع عليه بتاريخ 2025-03-17.